# Porcellio banyulensis
Porcellio banyulensis är en kräftdjursart som beskrevs av Paulian de Felice1941. Porcellio banyulensis ingår i släktet Porcellio och familjen Porcellionidae. Inga underarter finns listade i Catalogue of Life.